# Plopi, Brăila
Plopi este un sat în comuna Mărașu din județul Brăila, Muntenia, România.